# Polêmica sobre empréstimos ocultos no Anglo Irish Bank
A polêmica sobre empréstimos ocultos no Anglo Irish Bank começou na Irlanda em dezembro de 2008, quando o diretor-geral do Anglo Irish Bank, o terceiro maior banco da Irlanda, admitiu que ocultou um total de 87 milhões de euros em empréstimos do banco, o que levou a uma série de eventos que levaram a nacionalização do banco em 21 de janeiro de 2009. Sean FitzPatrick renunciou ao seu cargo de diretor-geral da Anglo Irish Bank subsequentemente. No dia seguinte, o diretor não-executivo do banco, Lars Bradshaw, e o chefe executivo, David Drumm, também renunciaram aos seus cargos. Um novo diretor-geral, Donal O'Connor, foi rapidamente empossado, um movimento bem recebido pelo Ministro das Finanças da Irlanda, Brian Joseph Lenihan. Várias investigações foram lançadas para verificar as três renúncias. O Regulador Financeiro está encarregado de revisar as condutas do banco, embora o líder do Regulador Financeiro, Patrick Neary, tenha renunciado de seu cargo. Outros diretores que estiveram envolvidos com o Anglo Irish Bank, com a Irish Life & Permanent e com a Irish Nationwide, também renunciaram aos seus cargos.
Após alguns dias após a revelação do escândalo, foi anunciado que o governo da Irlanda poderia nacionalizar o banco, juntamente com dois outros bancos: o Allied Irish Banks e o Bank of Ireland. A recapitalização do Anglo Irish Bank era esperada para meados de janeiro de 2009, após uma reunião geral extraordinária. Ao invés disso, o Ministro das Finanças Irlandês, Lenihan, inesperadamente anunciou a nacionalização do banco durante a noite anterior à reunião geral devido a dificuldades que encontrou com o processo de recapitalização. A recapitalização dos dois outros bancos mencionados estava prevista para março de 2009, de acordo com o Taoiseach, líder do governo irlandês, Brian Cowen. Porém, a recapitalização foi finalizada no início de fevereiro de 2009, com mais de 7 bilhões de euros injetados. A nacionalização do Anglo Irish Bank em 21 de janeiro seguiu duas outras renúncias de diretores mais cedo naquele mês. Em 7 de janeiro, outro diretor, Willie McAteer, renunciou, tornando-se o quarto envolvido a pedir renúncia durante a polêmica. Dois dias depois, o Regulador Financeiro, Patrick Neary, também renunciou ao seu cargo após ser alvo de muitas críticas com o seu manejo sobre a questão. Após a nacionalização do Anglo Irish Bank, o diretor-geral do Irish Nationwide, Dr. Michael Walsh, também renunciou, em 17 de fevereiro, uma semana após a nova diretoria do Anglo Irish Bank, apontada pelo governo, ter anunciado a investigação de um depósito de bilhões de euros feito pelo Irish Life & Permanent no Anglo Irish Bank antes do encerramento do ano financeiro.
O Taoiseach, Brian Cowen, negou as acusações de que ele poderia estar protegendo um "Círculo Dourado" de financiadores ricos de ser identificados. Diz-se que este grupo misterioso de dez negociantes recebeu empréstimos do Anglo Irish bank para comprar ações do próprio banco, num movimento elaborado para deixar o banco flutuante.

## Plano de fundo
Sean "Seanie" FitzPatrick esteve dezoito anos, entre 1986 e 2005, como chefe executivo do Anglo Irish Bank. Durante este período, o banco cresceu de um pequeno operador financeiro para o terceiro maior banco da Irlanda. Quando ele tornou-se o diretor-geral do banco em 2005, deixando seu cargo anterior para David Drumm, o banco estava registrando lucros anuais de mais de 500 milhões de euros. O preço da unidade de ação do Anglo Irish bank chegou a 17,60 euros em maio de 2007; o preço da ação era inferior a um euro dez anos antes. O valor total do Anglo Irish Bank estava em quase 13 bilhões de euros, e os 4,5 milhões de ações do banco pertencentes a FitzPatrick custavam aproximadamente 80 milhões de euros naquela época. Antes da renúncia de FitzPatrick, o preço de cada ação do Anglo Irish Bank já tinha caído para 0,32 euro, uma queda de 98%, e o valor total do banco estava em apenas 242 milhões de dólares. O valor dos 4,5 milhões de ações de FitzPatrick também caiu para 1,5 milhões de euros.
Inicialmente, o Regulador Financeiro não tomou conhecimennto sobre os 87 milhões de dólares em empréstimos para diretores no Anglo irish Bank, na auditoria realizada em janeiro de 2008, quando inspetores do escritório do Regulador levaram adiante uma inspeção no livro de empréstimos do seu concorrente, a Irish Nationwide Bulding Society. Os inspetores perceberam que um grande empréstimo foi concedido a FitzPatrick, no Anglo irish Bank, que foi pago mais tarde. O Regulador descobriu mais tarde naquele ano que empréstimos semelhantes foram concedidos a FitzPatrick em setembro de 2008, que ele pagou no mês seguinte. Quando o assunto foi levantado no Anglo Irish Bank, descobriu-se que havia mais empréstimos entre os dois bancos realizados num período de oito anos.
Não há certeza de que as autoridades, se algum, dentro do banco, conheciam a existência dos empréstimos.
Todo relatório anual do Anglo Irish Bank contém uma nota mostrando o total de empréstimos dados a diretores do banco. Este total é medido apenas uma vez por ano. No caso, a medida do total emprestado a diretores é feita em 30 de setembro de cada ano. FitzPatrick, ao invés de revelar os verdadeiros valores dos empréstimos, transferiu alguns deles para o Irish Nationwide Building Society, retornando-os para o Anglo Irish Bank após algum tempo. Ele agiu de tal maneira que encobriu a transparência do livro de empréstimos do Anglo Irish Bank. As autoridades financeiras estão investigando se houve braços do governo corporativo. O chefe executivo do Regulador Financeiro disse que "uma pessoa leiga poderia esperar que esses assuntos desta natureza e desta magnitude pudessem ser levantados" por auditores externos, neste caso, a Ernst & Young. Após receber o aviso legal, a Ernst & Young recusou-se em entrar em ação antes da formação de um comitê parlamentar.
Isto levou a valores incorretos dos totais dos empréstimos tomados pelos diretores por oito anos consecutivos durante o encerramento do ano fiscal. O ano de 2008 foi a primeira ocasião em que FitzPatrick revelou os verdadeiros valores, 87 milhões de euros, mais de duas vezes os valores totais dos empréstimos tomados por todos os outros diretores do Anglo Irish Bank.
Esta situação tem sido descrita como a versão irlandesa do Enron, uma empresa americana de energia elétrica que foi à falência em 2001.

## Renúncias

### Anglo Irish Bank
FitzPatrick emitiu uma declaração na noite de 18 de dezembro, ligando a sua renúncia aos 87 milhões de euros emprestados do banco. O Ministro das Finanças da Irlanda, Brian Joseph Lenihan, recebeu positivamente o apontamento de um novo diretor-geral, Donal O'Connor, uma autoridade governamental com uma significativa carreira comercial. Brian Lenihan disse que O'Connor "parece ser a escolha natural" para o cargo. A renúncia de FitzPatrick veio pouco mais de dois meses após ele ter admitido que seu ex-banco tinha cometido erros, mas ele insistiu que ele não foi "negligente". Juntamente com a renúncia de FitzPatrick, veio a revelação de que um empréstimo de FitzPatrick feito em conjunto com Bradshaw fora transferido temporariamente para outro banco antes da auditoria de fim de ano sem o conhecimento de Bradshaw. Na noite de 19 de dezembro, Drumm anunciou que iria renunciar imediatamente, mas disse que continuará a trabalhar com o diretor-geral durante a fase de transição até a posse do novo chefe executivo.
É apropriado para eu renunciar hoje, dado o anúncio da última noite a respeito da renúncia de Seán FitzPatrick, e dado à forte declaração de apoio para o banco e seu programa de recapitalização feito pelo Ministro das Finanças. Bom progresso está sendo feito sobre a recapitalização. É indubitavelmente nos melhores interesses do Anglo Irish Bank que um novo chefe executivo seja apontado para liderar o banco através da nova fase de desenvolvimento. O apontamento de Donal O'Connor como o novo diretor-geral, juntamente com o novo chefe executivo, é bem-vindo para o banco e para os acionistas. Isso dá ao banco um novo ímpeto e uma trajetória de crescimento. Eu gostaria de agradecer todos os meus colegas pelos seus intensos esforços de comprometimento e de honestidade, e pela sua amizade de mais de 15 anos.
Em 7 de janeiro de 2009, Willie McAteer renunciou seu cargo como diretor financeiro e funcionário chefe de negócios de risco. Em 15 de janeiro, o governo da Irlanda nacionalizou o Anglo Irish Bank, e suas ações foram suspensas das Bolsa de Valores da Irlanda e de Londres. Em 19 de janeiro, os funcionários de balanço, da diretoria, que estavam atuando durante a época em que FitzPatrick era diretor-geral, renunciaram. A consequência da nacionalização do Anglo Irish Bank causou a aguda queda de mais de 50% dos dois outros grandes bancos naquele mesmo dia.

### Regulador Financeiro
Após relatos de uma queda de comunicações no escritório da Autoridade Reguladora de Serviços Financeiros, o Regulador Financeiro, Patrick Neary, anunciou em 9 de janeiro a sua decisão de se retirar no dia 31 daquele mesmo mês. A fraqueza de comportamento de Neary sobre a questão tem recebido muitas críticas; o senador do Partido Verde, Dan Boyle, pediu o fortalecimento dos poderes dentro da organização e disse que a confiança nos serviços financeiros da Irlanda foi derrubada pelos eventos dos últimos seis meses. Observadores financeiros disseram que uma substituição para Neary poderia ser encontrada nos Estados Unidos ou no Reino Unido. Também há relatos de que o Regulador Financeiro poderia estar sabendo dos empréstimos ocultos nos últimos oito anos, antes da revelação. O porta-voz do Ministério das Finanças da Irlanda, Richard Bruton, pediu a para que a diretoria e o gerenciamento sênior do Regulador Financeiro fossem demitidos.

### Outras instituições da Irlanda
Na noite de 17 de fevereiro de 2009, o diretor-geral da Irish Nationwide Building Society, o Dr. Michael Walsh, renunciou ao seu cargo.
Em 23 de fevereiro, a ex-diretora da Anglo Irish Bank, Anne Heraty, renunciou ao seu cargo inesperadamente da diretoria da Bolsa de Valores da Irlanda. Na manhã seguinte, o índice da Bolsa de Valores Irlandesa caiu mais de 3%, ficando com 1.987 pontos, o menor nível em 14 pontos.
Na noite de 24 de fevereiro de 2009, o diretor-geral da Dublin Airport Authority (Autoridade Aeroportuária de Dublin) - DAA, Gary McGann, anunciou a sua decisão de deixar o quadro da diretoria, declarando que sua decisão foi influenciada pela sua ex-diretoria não-executiva do Anglo Irish Bank.

## Consequências e a nacionalização
A diretoria do Anglo Irish Bank disse que reveria a sua política sobre empréstimos a diretores, após a renúncia de FitzPatrick. O Regulador Financeiro anunciou que examinaria os empréstimos concedidos pelo Anglo irish bank para todos os seus diretores, dizendo que ficou informado sobre a existência de empréstimos "após uma inspeção mais cedo naquele ano". Ultimamente, o Regulador Financeiro tornou-se uma vítima da polêmica e anunciou subsequentemente a sua renúncia. O "Chartered Accountants Regulatory Board" (CARB) iniciou uma investigação nas "circunstâncias que envolvem a questão sobre empréstimos a diretores inapropriados no Anglo Irish Bank" e na atuação do grupo de auditoria externa Ernst & Young.. A "Irish Association of Investment Managers" (Associação Irlandesa de Gestores de Investimentos) expressou o evento como "surpreendente e desapontador" durante a polêmica, e anunciou que escreveria para o novo-diretor geral da Anglo Irish Bank para descrever as suas preocupações.
O governo da Irlanda anunciou subsequentemente que tinha se tornado o acionista majoritário do Anglo Irish Bank, injetando 3 bilhões de euros no banco. O partido de oposição, Fine Gael, se opôs ao movimento do governo e declarou em 14 de janeiro de 2009 que o banco deveria encerrar suas atividades, mas, na noite seguinte, o governo anunciou que a recapitalização não era mais uma opção viável, e nacionalizou todo o banco. O Ministro das Finanças da Irlanda, Lenihan, disse que "água pura e azul" foi inserida entre as versões velha e nova do Anglo Irish Bank, e defendeu a nacionalização, dizendo que se o governo deixasse o banco ir à falência, estaria dizendo para a Irlanda e outras economias que o país está "fechado para negócios". Uma Reunião Geral de Emergência foi realizada na Mansion House, Dublin, em 16 de janeiro. Nesta reunião, os acionistas manifestaram profundo desprezo sobre o envolvimento de FitzPatrick na queda do banco e a falta de confiança no setor bancário. Os auditores externos, Ernst & Young, também foram criticados pela falha dos auditores em detectar os empréstimos durante as auditorias. Durante a reunião, o total de empréstimos a diretores foi anunciado como estando em 179 milhões de euros.

### Legislação
Uma proposta de legislação de emergência para nacionalizar o banco, chamada de Conta de Corporação do Anglo Irish Bank de 2009, foi votada por meio da Dáil Éireann (Câmara dos Comuns da Irlanda), sendo aprovada por 79 votos a favor a 67 votos contra, passando pelo Seanad Éireann (Senado Irlandês) sem tomada de votos em 20 de janeiro. Durante o debate do Senado Irlandês sobre a nova legislação, o senador Shane Ross disse que "ninguém estava falando a verdade sobre o Anglo Irish Bank" e chamou a Reunião Geral de Emergência, realizado na sexta-feira anterior, como "uma desgraça mostrando a corporação irlandesa no seu pior", já que não havia qualquer resposta para nenhuma questão". O senador Joe O'Toole defendeu a perseguição daqueles responsáveis pela nacionalização do banco, "mesmo nas cortes", dizendo que qualquer um poderia estar impressionado pelo não-pagamento de uma conta doméstica, ainda que aqueles que causaram a perda de empregos e pensões não devam. A Presidente da Irlanda, Mary McAleese, assinou então a nova legislação sobre o Anglo Irish Bank no "Áras an Uachtaráin" no dia seguinte.

### Discussão
Os auditores internos do banco compareceram ao Comitê Conjunto "Oireachtas" sobre Assuntos Financeiros Reguladores em 3 de fevereiro de 2009, para discutir a nacionalização do Anglo Irish Bank. O chefe da auditoria interna do banco, Walter Tyrrell, explicou para o "Comitê Oireachtas" que os movimentos dos empréstimos de Sean FitzPatrick no banco e de fora dele é somente de conhecimento do próprio FitzPatrick e da pessoa que executou os empréstimos, dizendo que os empréstimos foram testados por meios de amostras aleatórias, e que os empréstimos de FitzPatrick não tinham sido selecionados. No entanto, FitzPatrick realizou pelo menos um empréstimo em parceria. Kieran O'Donnell, do partido de oposição "Fine Gael" expressou a sua intriga, dizendo que cada empréstimo a diretores não foi selecionado para ser avaliado durante a amostragem.
Em 11 de fevereiro de 2009, Lenihan revelou que planos econômicos, com custo estimado em 3,5 bilhões de euros cada, seriam providos pela busca do governo de opções pretendidas para recapitalizar o Allied Irish Banks e o Bank of Ireland.

## Revelações

### Revisão
O Regulador Financeiro, sob a recomendação do Ministro das Finanças da Irlanda, ordenou uma "revisão urgente" dos empréstimos a diretores no Anglo Irish Bank, dizendo que tem "um ponto de vista sério" sobre o assunto. Diz-se que os empréstimos foram "primeiramente trazidos a sua atenção em 17 de dezembro de 2008" e que um comitê tinha sido estabelecido para investigar o assunto. A Ministra dos Assuntos Sociais e Familiares, Mary Hanafin, disse que o Regulador Financeiro tinha "sérias questões" para responder sobre sua suposta falta de conhecimento dos empréstimos, e o Ministro do Meio Ambiente, Herança e Governo Local, John Gormley, disse ao Regulador Financeiro para que desse uma explicação sobre o qual ele designou como "convencimento extraordinário" em relação à situação no Anglo Irish Bank. O deputado líder e o representante financeiro do partido de oposição "Fine Gael", Richard Bruton, disse para o Ministro das Finanças da Irlanda sobre o seu anúncio, que declarava que o governo proveria o capital necessário para o Anglo Irish Bank.

### Mais polêmica sobre empréstimos ocultos no Irish Life & Permanent
Em 12 de fevereiro de 2009, detalhes sobre várias transações polêmicas, que tinham o efeito de fraudar as contas de final de ano do Anglo irish Bank, vieram a público. O Anglo Irish Bank emprestou 4 bilhões para o Irish Life & Permanent por apena um dia através de empréstimo interbancário, e um subsidiário do Irish Life & Permanent depositou uma quantia similar no Anglo Irish Bank, que foi registrado como um depósito normal. Após uma discussão com o Minsitro das Finanças irlandês, uma reunião da diretoria da Irish Life & Permanent aceitou a renúncia de dois executivos sênior da corporação.

### O "Círculo Dourado"
Em 17 de fevereiro, o Taoiseach, Brian Cowen, informou ao Dáil Éireann de seu conhecimento de um grupo de dez negociantes ricos que tinham vindo juntos para comprar ações do Anglo irish Bank em 2008, numa transação que é agora o centro da investigação do Escritório de Investigação Corporativa. Cowen tem desde então negado as acusações colocadas pela oposição de que ele estaria tentando proteger as pessoas envolvidas no então chamado "Círculo Dourado". O mistério tem sido discutido desde da revelação do escândalo no Dáil Éireann (Câmara Irlandesa dos Comuns), com o Ministro do Meio Ambiente, Herança e Governo Local, e líder do Partido Verde Irlandês, John Gomley, pedido a revelação dos nomes se for encontrado uma maneira legal de se fazer isso. O relatório anual do Anglo Irish Bank juntamente com o relato da PrivewaterhouseCooper sobre o banco, foi publicado em 20 de fevereiro, mas a Tánaiste, Mary Coughlan, declarou de antemão que os dez poderiam não estar constados em ambos os relatórios. O relatório do Anglo Irish Bank revelou que o banco emprestou 451 milhões de euros para os clientes do "Círculo Dourado", um aumento de 50% sobre as estimativas anteriores, de 300 milhões de euros. Naquela mesma noite, Brian Lenihan também emitiu uma declaração contendo extratos do relatório do PricewaterhouseCooper para o Regulador Financeiro. Durante a manhã anterior a sua publicação, Ulick McEvaddy compareceu na RTÉ Radio 1, juntamente com Joe Higgins, do Partido Socialista irlandês, onde declarou que os dez foram "heróis" na sua opinião. O The Sunday Times publicou os nomes de quatro dos membros do Círculo Dourado em 22 de fevereiro de 2009. Os quatro nomes revelados pelo jornal como membros do Círculo Dourado são Gerry Gannon, Joe O'Reilly, Seamus Ross e Jerry Conlan. O mesmo artigo declarou que Sean Milryan, Pat Doherty, Seán Dunne, Derek Quinlan, Denis O'Brien, J. P. McManus, John Magnier, Noel Smyth, Michael Whelan, Jim Mansfield, Richard Boyd Barrett, Johnny Ronan e Fintan Dury, não estavam entre os dez membros do Círculo Dourado. O ministro irlandês, Dick Roche, declarou desde então que os nomes dos dez envolvidos poderiam não ser conhecidos.

### Procura de fraudes
Em 24 de fevereiro, os membros do "Garda Bureau of Fraud Investigation" (Agência Garda de Investigação de Fraudes) executou uma garantia de Corte Distrital na sede do Anglo Irish Bank em St Stephen's Green, Dublin. A garantia emitida no dia anterior, permitia à agência a agir a favor do Escritório do Diretor de Investigação de Corporações, para anotar as explicações e os documentos anexados que podem mostrar os crimes cometidos sob a seção 20 do "Companies' Acts" (Lei Reguladora de Empresas da Irlanda).